# Thierry Geoffroy
Thierry Geoffroy (født 1961), også kendt som Colonel, er en dansk-fransk kunstner. Bosiddende i København. Konceptuel kunstner specialiseret indenfor formatkunst.

## Biografi
Thierry Geoffroy har arbejdet med formatkunst siden 1989 hvor han skrev et manifest om fem typer af flyttende udstillinger (”Manifeste – Les differents Types de moving Exhibitions”). Siden da har han arbejdet på andre formater herunder hans mest kendte Emergency Room der har været vist i flere lande, bl.a. på PS1/MOMA, New York.
Thierry Geoffroys formatkunst er skabt med henblik på stadigt at kunne aktiveres i forskellige lande for hver gang at viden om formatets emne. Metoden er inspireret princippet bag TV-formater: Kunstinstitutioner der ønsker at benytte formatet må købe en licens, benytte den originale titel, samt arkitektur og metoder. Som på TV indgår også omfattende dokumentation i form af video- og billedmateriale også som centrale elementer. 
Thierry Geoffroys formater involverer ofte mange deltagere – op til flere hundrede – og beskæftiger sig med gruppepsykologi: konflikter, samarbejde, etc.
Udover en lang, norm-udfordrende, ofte humoristisk, særegen og omfattende kunstprodution har Colonel kunnet opleves på DR2 med programmerne "Capitain" (1999), " Christian Boltanski" (1999), ”Immigranten” (2001), “Photographe“ (2002) og "Protest Underwear" (2005). Brugen af medier er ofte skiftende og forholder sig til samtiden. Aviser, radio, modeverden, telefoner, internetdomæner, fester, musikfestivaler, performance, myspace og facebook har således også været elementer i kunstnerens tværmediale praksis.
Centralt i Thierry Geoffroy filosofi synes at være at samtidens kunstnere har en forpligtelse til at behandle dagsaktuelle temaer – ”emergencies”. Dette kommer især til udtryk i Emergency Room og Awareness Muscle-formatet der har til formål at træne den kollektive ”bevidstheds-muskel”.
Parallelt med kunstnerens konceptuelle arbejde med formatkunsten har han også beskæftiget sig med temaer som krig, klima, immigration, multikultur, kolonialisme, turisme, hykleri og kunstnerens rolle.

## Manifester
- Manifeste Moving Exhibition, Katalog, Brandts Klædefabrik, Odense, 1989
- Sport Art Manifeste, Katalog, Brandts Klædefabrik, Odense, 1991
- Sport Art Manifeste, Bildtidningen(S), 1991
- Colour Manifeste, Zoom,(F), März 1991
- Le conclusionisme, L‘Alliance (BKK), 1992

## Publikationer
- Thierry Geoffroy/Colonel, Kulturministeriets bogpris 1995, Rhodos Edition, København 1995.
- Colonel, Strategies d´existence, Edition Rhodos, Købenavn 1996.
- Thierry Geoffroy / Colonel, Tourists in Thailand, Edition Rhodos, København 1997.
- Colonel – Avoir l’air, med tekster af Line Rosenvinge og Rune Gade, NIFCA (Hrsg.), Helsinki 2002.
- Thierry Geoffroy / Colonel, Katalysatoren/The Catalyst, med tekst af Line Rosenvinge, Top Up København 2011.